# Заковоротный, Валерий Дмитриевич
Валерий Дмитриевич Заковоротный (род. 26 июня 1945 года, Приморский край) — мастер спорта международного класса, заслуженный тренер России, почетный член Приморской краевой общественной организации «Федерация парусного спорта», капитан 2-го ранга.

## Биография
Валерий Заковоротный становился трижды победителем первенства Приморского края. В 1968 году выполнил норматив мастера спорта СССР и стал членом молодежной сборной.
Валерий Заковоротный входил в состав сборной СССР по парусному спорту в классе «Финн». Тренер Олег Иванович Шилов называет Валерия Закоротного своим первым успешным учеником.
В 2014 году участвовал в «Эстафете Олимпийского огня 2014» в Сочи. Кандидатура Заковоротного была выдвинута Приморской краевой федерацией парусного спорта.
В 2015 году Валерий Заковоротный был номинирован на премию «Яхтсмен года» в номинации «За вклад в развитие парусного спорта».
Работает во Владивостоке, тренер программы паралимпийского паруса.
В 2015 году под руководством тренера Заковоротного, спортсмены Дмитрий Хонич и Егор Камалов смогли занять 1 и 3 место на Чемпионате России по парусному спорту лиц с поражением опорно-двигательного аппарата в классе яхт 2.4 m.R.
29 ноября 2019 гда стал победителем в номинации «За верность парусу» на торжественной церемонии вручения Национальной премии «Яхтсмен года».
Живёт во Владивостоке.